# 阿庫普 (夏威夷州)
阿庫普（英語：Akupu）是位於美國夏威夷州檀香山縣的一個非建制地區。該地的面積和人口皆未知。

## 地理
阿庫普的座標為21°23′39″N 158°06′11″W / 21.39417°N 158.10306°W，而該地的平均海拔高度為738米（即2420英尺）。